# 覃夢榕
覃夢榕（?—?），廣西省桂林府陽朔縣人，清朝政治人物、進士出身。
光緒三年（1877年），参加丁丑科殿試，登進士二甲第86名。同年五月，分部學習。